# Komunistyczna Partia Namibii
Komunistyczna Partia Namibii (dawniej Rewolucyjna Partia Robotnicza) – jest komunistyczną partią polityczną z Namibii. Partia została zarejestrowana w 2009 roku. W wyborach generalnych w 2009 kandydat partii na urząd prezydenta, Attie Beukes uzyskał 0,12 procenta poparcia (1 005 głosów). Do parlamentu natomiast ugrupowanie uzyskało 0,10 procenta poparcia (czyli 810 głosów).